# Charles Bruce (5e comte d'Elgin)
Charles Bruce, 5e comte d'Elgin et 9e comte de Kincardine (6 juillet 1732 - 14 mai 1771) est le fils de William Bruce (8e comte de Kincardine) et de Janet Roberton, fille de James Roberton (seigneur principal de la session) et arrière-petite-fille de l'avocat et juge Lord Bedlay,.

## Biographie
Le 1er juin 1759, il épouse Martha Whyte (en) (1739-1810), qui devient plus tard gouverneure de la princesse Charlotte de Galles. Ils ont huit enfants : 
- Martha Bruce (née le 3 juin 1760), décédée jeune
- Janet Bruce (née le 2 juillet 1761) décédée jeune
- William Robert Bruce, Lord Bruce (né le 15 janvier 1763), décédé jeune
- William Robert Bruce, 6e comte d'Elgin (1764 - 1771)
- Thomas Bruce (7e comte d'Elgin) (1766 - 1841)
- Charles Andrew Bruce (en) (1768 - 1810), gouverneur de l'île du Prince de Galles
- James Bruce (1769 - 1798), député
- Charlotte Matilda Bruce (28 mai 1771 - mars 1816), mariée à l'amiral Philip Charles Durham

Elgin est grand maître de la franc-maçonnerie écossaise de 1761 à 1763 et membre fondateur du Royal and Ancient Golf Club of St Andrews. Il construit le village industriel prévu de Charlestown (Fife).
Il est enterré dans le transept sud de l'abbaye de Dunfermline, près de la tombe de Robert Bruce.